# 용문사 (예천군)
용문사(龍門寺)는 대한민국 경상북도 예천군 용문면 내지리에 있는 사찰이다.  조계종 소속이며 870년에 창건되었다.
1173년에 지어진 대장전은 1984년에 발생한 화재 때 재해를 피한 건물이기도 하다. 또 대장전 안의 윤장대(경전을 놓고 돌려 보는 대)는 1670년에 만들어진 것으로, 현존하는 윤장대 중에서는 최고(最古)이다. 그 외에 회전문과 사천왕상, 괘불탱화, 조선 세조가 내린 교지 등의 문화재가 있다.

## 문화재
| 종목                    | 사진 | 명칭                                                                    | 시대      | 지정일     | 비고 |
| ----------------------- | ---- | ----------------------------------------------------------------------- | --------- | ---------- | ---- |
| 국보 제328호            |      | 예천 용문사 대장전과 윤장대 (醴泉 龍門寺 大藏殿과 輪藏臺)               | 고려,조선 | 2019.12.02 |      |
| 보물 제729호            |      | 예천 용문사 감역교지 (醴泉龍門寺 減役敎旨)                              | 조선      | 1981.07.15 |      |
| 보물 제989-1호          |      | 예천 용문사 목조아미타여래삼존좌상 (醴泉 龍門寺 木造阿彌陀如來三尊坐像) | 조선      | 1989.04.10 |      |
| 보물 제989-2호          |      | 예천 용문사 목각아미타여래설법상 (醴泉 龍門寺 木刻阿彌陀如來說法像)     | 조선      | 1989.04.10 |      |
| 보물 제1330호           |      | 예천용문사팔상탱 (醴泉龍門寺八相幀)                                     | 조선      | 2001.10.25 |      |
| 보물 제1445호           |      | 예천용문사영산회괘불탱 (醴泉龍門寺靈山會掛佛幀)                         | 조선      | 2005.09.06 |      |
| 보물 제1637호           |      | 예천 용문사 목조아미타여래좌상 (醴泉 龍門寺 木造阿彌陀如來坐像)         | 조선      | 2010.02.24 |      |
| 보물 제1644호           |      | 예천 용문사 천불도 (醴泉 龍門寺 千佛圖)                                 | 조선      | 2010.02.24 |      |
| 경북 유형문화재 제349호 |      | 예천용문사천불탱 (醴泉龍門寺千佛幀)                                     |           | 2003.04.14 |      |
| 경북 유형문화재 제476호 |      | 예천 용문사 자운루 (醴泉 龍門寺 慈雲樓)                                 | 조선      | 2013.04.08 |      |

## 사진

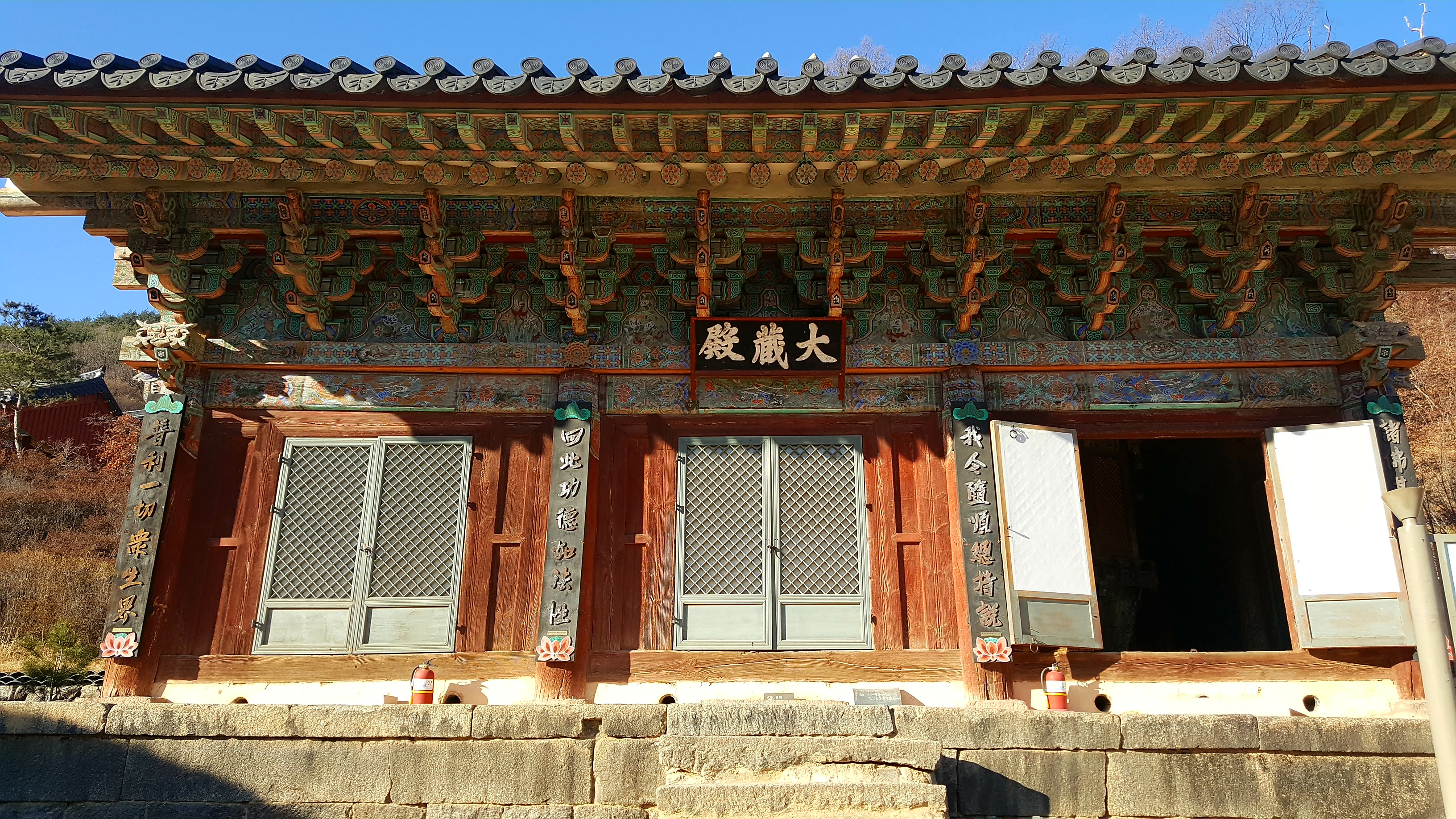
대장전